# Kaaze

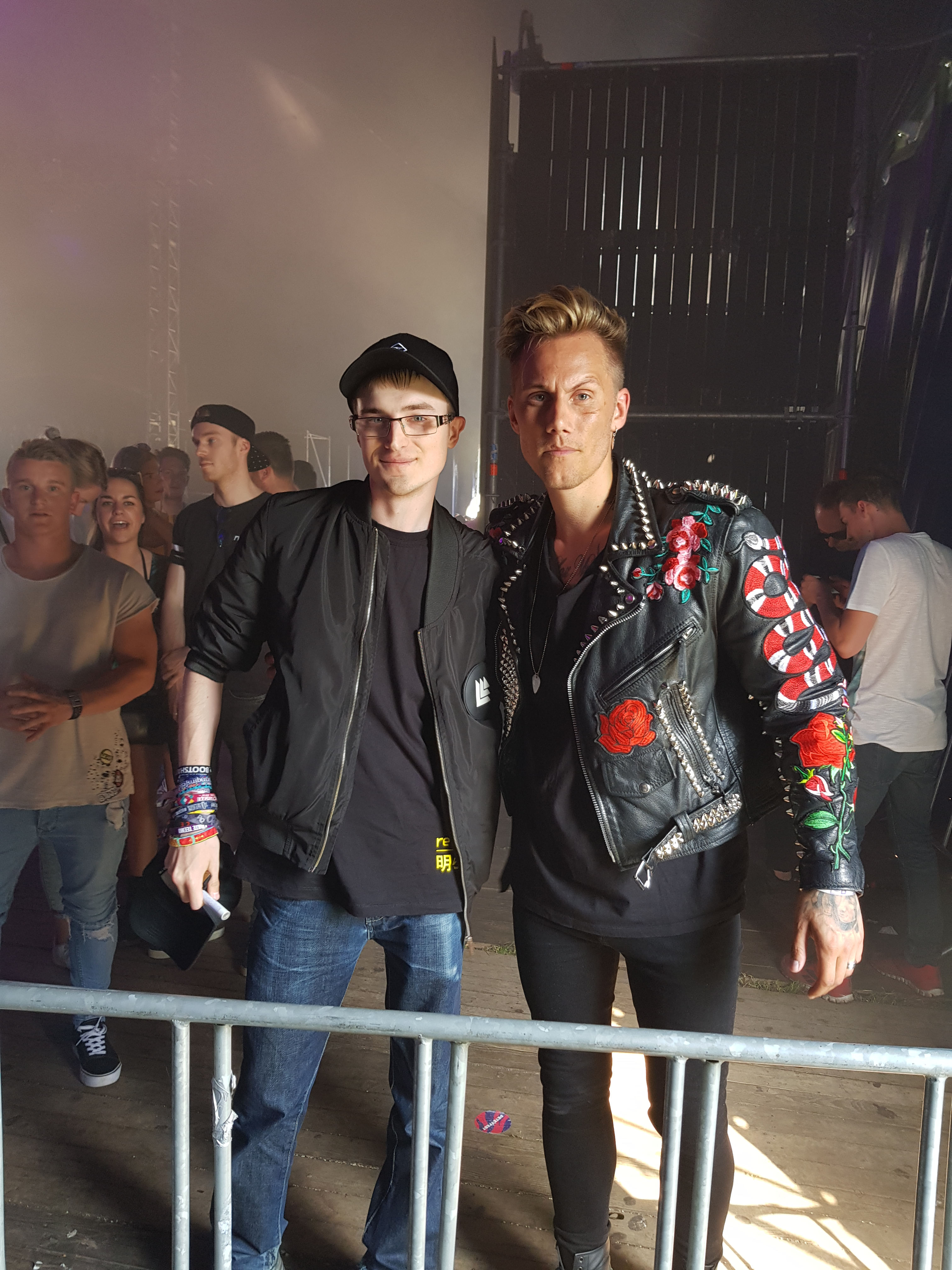
Kaaze (rechts) nach einer Show beim 7th Sunday Festival in Holland

KAAZE (bürgerlich: Mick Kastenholt; * 30. Januar 1989) ist ein schwedischer EDM-DJ und Musikproduzent aus Helsingborg. Bekanntheit erlangte er durch seine Publikationen unter Revealed Recordings und der Zusammenarbeit mit dessen Labelgründer Hardwell. Seitdem gilt er als wichtiger Vertreter im Bereich des Progressive House.

## Werdegang

### Anfänge und Entdeckung durch Tiësto
Kastenholt wuchs in einer musikalischen Familie auf. Mit vier Jahren erlernte er das Klavier- und Schlagzeugspielen von seinem Vater. Nachdem er mit 16 Jahren seinen ersten House-Track gehört hatte, erwarb er sein erstes DJ-Equipment. Kurz darauf hatte er seinen ersten Auftritt, aufgrund seines jungen Alters noch in Begleitung seiner Mutter. Durch seinen multi-instrumentalen Hintergrund gelangte er schnell zur Musikproduktion.
Eine Demo erregte schließlich die Aufmerksamkeit von Tiësto. Es kam zu einem ersten Treffen der beiden während des Summerburst-Festivals 2012 in Schweden, woraufhin Kaaze ihn zu seinen Hakkasan-Auftritten nach Las Vegas begleitete. Er verlagerte seinen Lebensmittelpunkt dorthin und begann fortan unter dem Namen KAAZE, einer zufälligen Abwandlung seines Nachnamens, Musik zu veröffentlichen. Davor tat er dies unter seinem Geburtsnamen, welchen er international für ungeeignet hielt. Er wurde bei Tiëstos Red Light Management unter Vertrag genommen und es begann ab 2014 eine engere Zusammenarbeit mit ihm: Sein Remix zu Tiësto – Maximal Crazy wurde von 16 Millionen Facebook-Nutzern gesehen, womit er sich einen ersten Namen in der Szene machte. Seine erste Single Drop The Power wurde auf Tiëstos Label Musical Freedom veröffentlicht. Der gemeinsame Track Rocky wurde auf Tiëstos Album A Town Called Paradise veröffentlicht.
2015 spielte Kaaze auf dem Airbeat One und lieferte zusammen mit Danny Avila die Festivalhymne Close Your Eyes für Parookaville.

### Durchbruch und Zusammenarbeit mit Hardwell & Revealed
Nachdem Kaaze ein Bootleg zu The Chemical Brothers – Hey Boy Hey Girl veröffentlicht hatte, wurde er von Hardwell diesbezüglich kontaktiert. Der Holländer entwickelte sich zu seinem Mentor, mit dem er in ständigem Austausch stand. Kaaze remixte sein Lied Echo, das auf der Remix-Ausgabe des Albums United We Are erschien. Später folgten weitere Hardwell-Remixe zu Run Wild und Thinking About You. Ebenfalls Ende 2015 kam es zur ersten Produktion unter Hardwells Label Revealed Recordings: Zusammen mit dem deutschen DJ-Duo Twoloud, mit denen es vorher schon Kollaborationen gab, entstand der Track Magi. Die erste Solo-Single namens Tell Me wurde im März 2016 veröffentlicht und erreichte Platz 2 der Beatport-Charts. Seit Juni 2016 steht Kaaze bei Cloud 9 Music dem Mutterunternehmen von Revealed Recordings offiziell unter Vertrag.
Seine eigene EP-Serie ShowKaaze, bestehend aus jeweils 3 Songs, erschien erstmals im August 2016 und enthielt u. a. den Festivalhit Freedom. Die Nachfolge-EP #2 vom November 2017 mit dem Song End Of The World fand ebenfalls großen Zuspruch. Der von Hardwell beim Ultra Music Festival premierte und als „Miami ID of the year“ betitelte Song Triplet markiert seinen endgültigen Durchbruch. Zur ersten Kollaboration der beiden kam es nach 2 Jahren mit dem Song We Are Legends, welches in der Hardwell & Friends EP #1 erschien. Außerdem wird er in den Credits zu Hardwells Introsong Who's In The House genannt. Ein weiteres von Hardwell bei Ultra 2018 gespieltes Lied namens This Is Love wird ebenfalls als Kollaboration der beiden gehandelt. Dies wurde von Hardwell bestätigt, als er beim Tomorrowland die finale Version davon aufführte. Offizieller Release mit Vocals von Loren Allred war Ende August.
Kaaze hostete insgesamt fünf Episoden von Revealed Radio (#39, #80, #117, #142, #165), mixte die Sound of Revealed 2016 und steuerte 2 Gastmixe zu Hardwells Podcast Hardwell On Air bei (#283, #341). Er ist außerdem fester Line-Up-Bestandteil von Revealed-Stages auf größeren Festivals (7th Sunday, Ultra Europe, Mysteryland). Am 11. August 2018 war er zum ersten Mal Headliner eines großen Festivals. Zusammen mit Revealed-Kollege Maddix, mit dem er vorher schon auf China-Tournee war, spielte er das Closing beim Lakedance Festival vor 20.000 Besuchern.
Am 7. Juli 2024 veröffentlichten Kaaze und Hardwell gemeinsam den Titeln „Move“ auf Revealed Recordings. Der Song ist die tausendste Veröffentlichung des Labels.

### Stil und Persönliches
Der Sound von Kaaze kann allgemein als melodisch progressiv beschrieben werden, der von unterschiedlichen Einflüssen, insbesondere aus seiner Kindheit geprägt ist. Seine Mutter brachte ihn zur House- und 80er-Diskomusik. Aber auch Wurzeln im Glam Rock sind erkennbar, so hörte er Bands wie Aerosmith, Whitesnake und Earth, Wind and Fire. Als musikalische Idole nennt er im House-Bereich Hardwell und allgemein Michael Jackson.
Auffallend ist sein markantes Outfit, eine mit Rosen bestickte und mit Metallspikes versehene Lederjacke aus Sonderanfertigung. Dieser für Rockstars übliche Look bekräftigt seine Wurzeln zu diesem Genre.
Kaaze hatte eigenen Angaben zufolge bis März 2018 kein Management, trotz monatlichen 700.000 Hörern auf unterschiedlichen Plattformen. Im September 2018 lag der Wert bei 1 Mio. auf Spotify.
Seit Dezember 2015 ist er mit der Künstlerin Samantha Kastenholt verheiratet. Anfang 2018 zog er mit ihr zurück in sein Heimatland Schweden. Am 5. Juli 2023 wurde ihre gemeinsame Tochter Seven geboren.
Kaaze hat zu einem Viertel deutsche Vorfahren.

## Diskografie

### Alben
2019
- DREAMCHILD

### EPs
2016
- ShowKAAZE EP Vol. 1

2017
- ShowKAAZE EP Vol. 2

2021
- ShowKAAZE EP Vol. 3

### Singles
2014 
- Drop The Power
- We Will Recover (mit Michael Feiner)
- Rocky (mit Tiësto)

2015
- Close Your Eyes (mit Danny Avila)
- Atomic (Free Download)
- Karma (Free Download)
- Coolor Pop (mit Twoloud)
- Heaven (ft. Cruickshank)
- We Are One (mit Disco Fries, ft. Danyka Nadeau)
- Maji (mit Twoloud)

2016
- Tell Me
- Milk Man
- Electric Boy (Free Download)
- Overrunning
- Mayhem (Free Download)
- Haartz

2017
- Triplet (Instrumental Mix)
- We Are Legends (mit Hardwell und Jonathan Mendelsohn)
- End Of The World (ft. Jonathan Mendelsohn)
- Black Sahara (mit Joey Dale, ft. Aloma Steele)
- Soulmate (ft. Cruickshank)

2018
- Opera (ft. Elle Vee)
- Cast Away 2018 (Free Download)
- Sexy
- I’m Coming Home
- The Legend Of Kaaze (Legend of Zelda Main Theme Remix)
- Shaan feat. Nino Lucarelli – Bring It To Me (KAAZE Mix) (Guestlist4Good Anthem)
- La Copa De Saxo (World Cup 2018) (Free Download)
- This Is Love (mit Hardwell)
- Satellites (ft. Nino Lucarelli)

2019
- Better Than This (ft. Chad Kowal)
- I Should Have Walked Away (ft. Nino Lucarelli)
- My City (ft. Aloma Steele)
- Up in Smoke (ft. NEEN)
- Devil Inside Me (mit KSHMR, ft. Kaara)
- Intuition (Dance Valley 2019 Anthem)
- Chain Me Up (ft. Nino Lucarelli)
- People Are Strange (Incl. Festival Mix) (mit Maddix, ft. Nino Lucarelli)
- Less Is More (Free Download)
- Take Me Home (Free Download)
- Eye Of The Storm (Anthem Version) (ft. Nino Lucarelli) (Free Download)
- Deadly Escape (Free Download)
- Milk Man 2019 (Free Download)
- Better Than This (Piano-Version) (ft. Chad Kowal) (Free Download)
- PANIC! (Free Download)

2020
- Wolves (ft. Sam Tinnesz und Silverberg)
- The Evil Folk (ft. Nino Lucarelli)
- Erase You (ft. MILENNIAL)
- Devil Inside Me (ft. KARRA) [KAAZE Remode]
- Sweet Mistake (ft. MARF)
- Arrest Me

2021
- Temperature (ft. Nino Lucarelli)
- Midnight Runners
- On My Way (ft. Jay Mason)
- This Is Love (BLK RSE Remix)
- FADE
- Dive
- All On Me

#### 2022
- The Awakening
- Whole Again (mit Steve Aoki feat. John Martin)
- Paradise (ft. Jordan Grace)

### Remixes
2014
- Tiësto – Maximal Crazy

2015
- Hardwell – Echo

2016
- Hardwell feat. Jake Reese – Run Wild
- Hardwell feat. Jay Sean – Thinking About You (Festival Mix mit Hardwell)

2017
- R.I.O. – When The Sun Comes Down

2018
- KSHMR & Yves V feat. Krewella – No Regrets

2020
- BLK RSE – Everything I Need (KAAZE Edit)
- BLK RSE – Want You Back (KAAZE Touch)
- BLK RSE – Tokyo Seven (KAAZE Mix)

2021
- BLK RSE – Silence (KAAZE Mix)
- BLK RSE – Hummingbird (KAAZE Mix)